# Dietmar Bendix
Dietmar Bendix (* 12. September 1951) ist ein deutscher Basketballfunktionär.

## Leben
Bendix spielte als Jugendlicher in Jena Handball, 1968 wechselte er zum Basketballsport und spielte für die A-Jugend des SC Motor Jena. Ein Jahr später wurde die Basketballabteilung im Zuge des Endes der staatlichen Förderung für die Sportart aufgelöst, Bendix wandte sich der Leichtathletik zu, betrieb Speerwurf, kam aber bald zum Basketball zurück und spielte fortan beim USV Jena. Nach dem Ende seiner Spielerlaufbahn blieb er dem Verein als Funktionär treu, 1988 wechselte er mit den USV-Basketballern zum Verein Carl Zeiss Süd, nach der Wende gehörte Bendix mit der Basketballabteilung ab 1993 zum TuS Jena. Er war als Manager tätig, auch nachdem die Profimannschaft 2005 in eine Betreibergesellschaft ausgelagert wurde und später in Science City Jena umbenannt wurde. 2011 wurde Bendix Prokurist der Betreibergesellschaft Baskets Jena GmbH und zudem Schiedsrichterbetreuer. Darüber hinaus übernahm er das Amt des Vorsitzenden des Science City Jena e.V. In seine Amtszeit als Jenaer Basketballfunktionär fielen unter anderem der Zweitligaaufstieg im Jahr 2001 sowie die Aufstiege in die Basketball-Bundesliga 2007 und 2016.
Auf Landesebene war Bendix bis 2009 Vorsitzender des Thüringer Basketball Verbandes (TBV), anschließend wurde er Ehrenpräsident. 2014 übernahm er das Amt des TBV-Vorsitzenden erneut und wurde im Mai 2017 in diesem bestätigt. Im Oktober 2018 kündigte er an, sich nach 19-jähriger Tätigkeit für den Verband zurückzuziehen und sein Präsidentenamt niederzulegen.
Beruflich wurde Bendix nach dem Abitur, einer Lehre als Elektronik-Feinmechaniker sowie einem Gerätebau-Studium als Ingenieur bei den Zeiss-Werken tätig. Ab 1995 arbeitete er für den Sharp-Konzern als Verkaufsleiter, im Herbst 2011 ging er in den Ruhestand.